# Jonathan Petersen
Jonathan Petersen est un auteur groenlandais né le 7 mai 1881 et décédé le 22 août 1961. 
Il a composé la musique de l'hymne national du Groenland appelé Nunarput utoqqarsuanngoravit (Notre pays, qui deviendra si vieux). Les paroles de cet hymne ont été écrites par le pasteur Henrik Lund et l'hymne a été adopté comme hymne national du Groenland en 1916.

## Biographie
Jonathan Petersen est né en 1881 à Paamiut, fils de Lucia Christence, Lydia Sabine Egede (1848-1934) et du catéchiste, poète et linguiste Anders Petersen (1845-1921), élève de Samuel Kleinschmidt. C'est pourquoi l'intérêt de Jonathan pour le groenlandais est venu.
Après avoir assisté au séminaire pour enseignants Grønlands Seminarium (groenlandais: Ilinniarfissuaq) à Nuuk de 1897 à 1903, il y devint enseignant en 1904. De 1910 à 1911, il suit un apprentissage d'organiste chez Johan Henrik Nebelong et Holger Prehn au Danemark, qu'il complète avec mention. Cette activité a conduit jusqu'en 1946 dans l'Eglise Nuuker Annaassisitta Oqaluffia et a influencé de nombreux étudiants. Il y a aujourd'hui un monument devant l'église en son honneur. En outre, Petersen a écrit lors de ses conférences un recueil de chants groenlandais. Il a traduit des nouvelles et publié un manuel sur l'orthographe groenlandaise. Il a également écrit régulièrement des articles pour des journaux groenlandais dans lesquels il parlait avec émotion de la langue. En 1951, Petersen a publié Ordbogeeraq, un dictionnaire groenlandais légèrement différent de celui de Kleinschmidt. Les œuvres lyriques de Petersen sont souvent écrites dans un style danois typique, mais contiennent en particulier des textes écrits pour les Groenlandais. Il est souvent considéré comme un pont entre les compositions danoises et groenlandaises. 
Le travail le plus important de Petersen, cependant, est sans aucun doute la composition des hymnes nationaux groenlandais Nunarput utoqqarsuanngoravit (hymne national officiel) et Nuna asiilasooq (hymne de Kalaallit). Alors que le texte de Henning Jakob Henrik Lund provient du premier, Jonathan Petersen a composé et écrit le second. 
Petersen était membre de Grønlands Landsråds, le précurseur de l'Inatsisartut en 1926, lorsqu'il avait représenté Kristoffer Lynge à une réunion. 
En 1948, il reçoit la médaille d'honneur danoise (Fortjenstmedaljen) en argent et, en 1952, le premier Groenlandais avec Ingenio et arti.
Petersen est décédé à Nuuk en 1961 à l'âge de 80 ans. Personne n'a publié plus de chansons groenlandaises avant ou après lui.